# 케이스 39
《케이스 39》(영어: Case 39)는 2009년 개봉한 미국과 캐나다의 초자연 심리 공포 영화이다. 크리스티안 알바르트가 감독하고 레이 라이트가 각본을 썼다. 이 영화에는 러네이 젤위거, 조델 펄랜드, 이언 맥셰인, 브래들리 쿠퍼 등이 출연하였다.

## 줄거리
사회 복지사 에밀리는 부모에게 학대를 당한 끝에 오븐 안에서 산 채로 구워질 뻔한 한 10살 릴리를 위탁 가정이 정해질 때까지 자신의 보호 하에 두기로 한다. 그러나 곧 에밀리 주변에서 끔찍한 일들이 벌어지기 시작하고, 에밀리는 릴리가 실은 사람의 감정을 먹이로 삼는 악령이며 릴리의 부모는 다른 사람들이 같은 일을 겪지 않도록 막으려 했을 뿐이라는 걸 알게 된다.

## 출연
- 러네이 젤위거 - 에밀리 젱킨스 역
- 조델 펄랜드 - 릴리스 "릴리" 설리번 역
- 이언 맥셰인 - 마이크 배런 형사 역
- 브래들리 쿠퍼 - 더글러스 J. 에임스 의사 역
- 캘럼 키스 레니 - 에드워드 설리번 역
- 케리 오맬리 - 마거릿 설리번 역
- 에이드리언 레스터 - 웨인 역
- 신시아 스티븐슨 - 낸시 역
- 알렉산더 콘티 - 디에이고 역
- 앨리슨 다운 - 에밀리의 어머니 역
- 콜린 로런스 - 경사 역
- 앤드루 에얼리 - 의사 역
- 조지아 크레이그 - 데니즈 역